# Rogério Gomes
Rogério Gomes, conhecido também como Papinha (Rio de Janeiro, 1 de março de 1962), é um diretor de telenovelas da Rede Globo e de filmes. Rogério já foi operador de VT, montador e editor.

## Biografia
O primeiro contato de Rogério Gomes com a TV foi aos cinco anos, quando começou a acompanhar o pai, o locutor Hilton Gomes, aos estúdios da TV Tupi. Ali nasceu sua paixão pela televisão. Em 1980, começou a trabalhar como operador de VT na TV Globo. Chegou a ingressar na faculdade de Direito, mas, como ficou difícil conciliar os estudos com sua função na emissora, optou pela segunda.
De operador de VT a editor de imagens, foram cinco anos. Antes de começar a trabalhar com dramaturgia, Papinha editou e dirigiu diversos clipes exibidos no Fantástico, algumas edições do Hollywood Rock e também o primeiro Rock in Rio.[carece de fontes?]
O primeiro trabalho que assinou, foi como editor na minissérie O Sorriso do Lagarto, adaptação do romance de João Ubaldo Ribeiro e, logo depois, foi responsável pela direção da telenovela Deus Nos Acuda, de Silvio de Abreu. Vira Lata (1996), de Carlos Lombardi, foi a primeira novela que assinou como diretor geral, ao lado de Jorge Fernando. Seu último trabalho foi como diretor artístico da telenovela Pantanal.
Foi casado com Deborah Secco (entre 1997 e 2001) e também namorou Andréia Horta (entre 2012 e 2014) e Paolla Oliveira (entre 2015 e 2018). Namorou Jadhe Prottes em 2019. Desde 2020 namora a sound designer Gabriela Bervian. É pai de duas filhas.

## Filmografia

### Televisão

#### Como diretor
Telenovelas
| Ano  | Trabalho             | Emissora  | Função                    | Parceiros titulares                                             | Autor (es)                            |
| ---- | -------------------- | --------- | ------------------------- | --------------------------------------------------------------- | ------------------------------------- |
| 2025 | Guerreiros do Sol    | Globoplay | Direção artística         |                                                                 | George Moura e Sergio Goldenberg      |
| 2022 | Pantanal             | TV Globo  | Direção artística         | Gustavo Fernandez                                               | Bruno Luperi                          |
| 2018 | O Sétimo Guardião    | TV Globo  | Direção artística         | Allan Fiterman (direção geral)                                  | Aguinaldo Silva                       |
| 2017 | A Força do Querer    | TV Globo  | Direção artística         | Pedro Vasconcelos (direção geral)                               | Glória Perez                          |
| 2015 | Além do Tempo        | TV Globo  | Núcleo                    | Pedro Vasconcelos (direção geral)                               | Elizabeth Jhin                        |
| 2014 | Império              | TV Globo  | Direção geral e de núcleo | Pedro Vasconcelos (direção geral)                               | Aguinaldo Silva                       |
| 2012 | Amor Eterno Amor     | TV Globo  | Núcleo                    | Pedro Vasconcelos (direção geral)                               | Elizabeth Jhin                        |
| 2011 | Morde & Assopra      | TV Globo  | Núcleo                    | Pedro Vasconcelos (direção geral)                               | Walcyr Carrasco                       |
| 2010 | Escrito nas Estrelas | TV Globo  | Núcleo                    | Pedro Vasconcelos (direção geral)                               | Elizabeth Jhin                        |
| 2009 | Paraíso              | TV Globo  | Direção geral e de núcleo | —                                                               | Edmara Barbosa                        |
| 2008 | Beleza Pura          | TV Globo  | Direção geral             | —                                                               | Andréa Maltarolli                     |
| 2006 | Sinhá Moça           | TV Globo  | Direção geral             | Ricardo Waddington (núcleo)                                     | Edmara Barbosa Edilene Barbosa        |
| 2005 | A Lua Me Disse       | TV Globo  | Direção geral             | Roberto Talma (núcleo)                                          | Miguel Falabella Maria Carmem Barbosa |
| 2004 | Cabocla              | TV Globo  | Direção geral             | José Luiz Villamarim Ricardo Waddington (núcleo)                | Edmara Barbosa Edilene Barbosa        |
| 2003 | Mulheres Apaixonadas | TV Globo  | Direção geral             | José Luiz Villamarim Ricardo Waddington (núcleo)                | Manoel Carlos                         |
| 2002 | Coração de Estudante | TV Globo  | Direção geral             | Ricardo Waddington (núcleo)                                     | Emanuel Jacobina                      |
| 2000 | Laços de Família     | TV Globo  | Direção geral             | Marcos Schechtman Ricardo Waddington (núcleo)                   | Manoel Carlos                         |
| 1998 | Era uma Vez          | TV Globo  | Direção geral             | Jorge Fernando (núcleo)                                         | Walther Negrão                        |
| 1996 | Vira Lata            | TV Globo  | Direção geral             | Jorge Fernando (núcleo)                                         | Carlos Lombardi                       |
| 1995 | A Próxima Vítima     | TV Globo  | Direção                   | Marcelo Travesso Alexandre Boury Jorge Fernando (direção geral) | Sílvio de Abreu                       |
| 1994 | Tropicaliente        | TV Globo  | Direção                   | Marcelo Travesso Gonzaga Blota (direção geral)                  | Walther Negrão                        |
| 1993 | Olho no Olho         | TV Globo  | Direção                   | Ary Coslov Ricardo Waddington (direção geral)                   | Antônio Calmon                        |
| 1992 | Deus Nos Acuda       | TV Globo  | Direção                   | Marcelo Travesso Jorge Fernando (direção geral)                 | Sílvio de Abreu                       |

Minisséries
| Ano  | Trabalho                      | Emissora   | Função  | Parceiros titulares  | Autor(es)  |
| ---- | ----------------------------- | ---------- | ------- | -------------------- | ---------- |
| 1998 | Dona Flor e Seus Dois Maridos | Rede Globo | Direção | Mauro Mendonça Filho | Dias Gomes |

Seriados
| Ano       | Trabalho                        | Emissora   | Função                     | Parceiros Titulares           | Autor(es)                            |
| --------- | ------------------------------- | ---------- | -------------------------- | ----------------------------- | ------------------------------------ |
| 2014      | A Teia                          | Rede Globo | Direção geral e de núcleo  | Pedro Vasconcelos             | Carolina Kotscho e Bráulio Mantovani |
| 2011      | Força-Tarefa                    | Rede Globo | Direção geral (1 episódio) | José Alvarenga Jr.            | Marçal Aquino e Fernando Bonassi     |
| 2007      | Por Toda a Minha Vida (Leandro) | Rede Globo | Direção geral              | Ricardo Waddington            |                                      |
| 1999–2000 | Flora Encantada                 | Rede Globo | Direção geral              | Ulysses Cruz Marcelo Zambelli |                                      |

Programas
| Trabalho  | Emissora   | Função        | Apresentadora |
| --------- | ---------- | ------------- | ------------- |
| Angel Mix | Rede Globo | Direção geral | Angélica      |
| Fama      | Rede Globo | Direção geral | Angélica      |

#### Como editor
| Ano  | Trabalho             | Emissora   | Autor(es)                       |
| ---- | -------------------- | ---------- | ------------------------------- |
| 1991 | O Sorriso do Lagarto | Rede Globo | Walther Negrão Geraldo Carneiro |

### Trabalhos no cinema
- Xuxa e os Duendes
- Xuxa e os Duendes 2: No Caminho das Fadas